# Valkeakoski

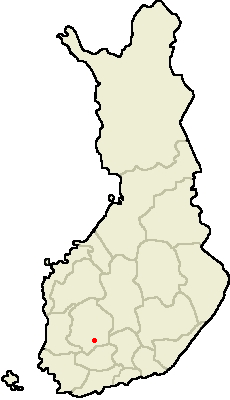
Vị trí của Valkeakoski

Huy hiệu của Valkeakoski

Valkeakoski là một thị xã và đô thị của Phần Lan.
Valkeakoski is located 35 km south from Tampere, 150 km về phía bắc Helsinki ở tỉnh Tây Phần Lan trong vùng Pirkanmaa. Đô thị này có dân số 20.472 người (năm 2004) với diện tích là 371,72 km² trong đó có 98,76 km² là diện tích mặt nước. Mật độ dân số là 75 người trên mỗi km².
Đô thị này chỉ sử dụng tiếng Phần Lan.
Valkeakoski nổi tiếng với ngành sản xuất giấy và có đội tuyển bóng đá FC Haka.

## Nhân vật nổi bật quê ở Valkeakoski
- Veikko Hakulinen
- Mika Kallio
- Pentti Linkola
- Iiris Sihvonen
- Emil Wikström